# 祖国统一奖
祖国统一奖（：／）是朝鲜民主主义人民共和国的奖项，以奖励致力于朝鲜半岛统一的人士。
该奖项创立于1990年7月，由朝鲜最高人民会议常任委员会颁发。

## 获奖者
- 金九
- 金奎植
- 赵素昂
- 吕运亨
- 严恒燮
- 金策
- 康良煜
- 许贞淑
- 洪命熹
- 金容淳
- 崔德新
- 吕鸳九
- 文益焕
- 林秀卿
- 文鲜明
- 李韩烈
- 桂勳梯
- 曹奉岩
- 柳美英
- 吴益济
- 63名非轉向長期囚
- 金养建